# دائرة جيلبرت
في الإلكترونيات، دائرة جيلبرت هي نوع من خالط الترددات. ويَنتج إشارات خرج تتناسب مع ناتج إشارتي الدخل. تُستخدم هذه الدوائر على نطاق واسع لتحويل الترددات في الأنظمة الراديوية. ميزة هذه الدائرة هي أن تيار الخرج هو مضاعفة دقيقة للتيارات الأساسية (التفاضُلية) لكلا المُدخلين. كخلاط، فإن تشغيله المتوازن يلغي العديد من منتجات الخلط غير المرغوب فيها، مما يؤدي إلى إنتاج خرج"أنظف" على طيف الترددات.
الدائرة هي عُبارة عن حالة عامة لدائرة سابقة إستخدمها "هوارد جونز" لأول مرة في عام 1963،  تم اختراعها بشكل مُستقل وتم تطويرها بشكل كبير بواسطة "باري جيلبرت" في عام 1967. فهي مثال خاص للتصميم "عَبر الخطي"، وهو نهج الوضع الحالي لتصميم الدوائر التناظرية. الخاصية المحددة لهذه الدائرة هي أن تيار الخرج التفاضلي هو منتج جبري دقيق لمدخلي التيار التناظري التفاضلي.
| هوارد جونز ، 1963 | جيلبرت ، 1968 (بيتا مستقل) | جيلبرت ، لاحقًا (يعتمد على بيتا) |

## أنظر أيضا
- NE612 ، مذبذب، وخلاط.